# 都濃町
都濃町（つのちょう）は、山口県都濃郡にあった町。現在の周南市の南東部、錦川の流域にあたる。

## 地理
- 山岳：緑山、岡山、竜文寺山、金峰山、白石岳、大峠、馬糞ヶ岳
- 河川：錦川
- 湖沼：菅野ダム

## 歴史
- 1954年（昭和29年）12月1日 - 須々万村・中須村・長穂村と合併して都濃町（第1次）が発足。
- 1955年（昭和30年）7月20日 - 須金村の一部（大字金峰および須万の一部）と合併し、改めて都濃町（第2次）が発足。
- 1962年（昭和37年）4月1日 - 大字中須南の一部（字滝ノ口）を下松市に編入。
- 1966年（昭和41年）1月1日 - 徳山市に編入。同日都濃町廃止。